# Campionato svizzero di hockey su ghiaccio 1910-1911

## Campionato Internazionale

### Partecipanti
Akademischer EHC Zürich · 
 Bellerive Vevey · 
 CP Lausanne · 
 La Villa Ouchy

### Verdetti
| Campionato Internazionale 1910-1911 |
| ----------------------------------- |
| CP Lausanne                         |